# زریقه یمن (روستا)
 زریقه یمن  به عربی ( زریقة الیمن  )، روستایی است در دهستان المقاطر از توابع استان شبوه در کشور یمن در شبه جزیره عربستان.

## جمعیت
جمعیت آن (۱۳۴) نفر (۹ خانوار) می‌باشد.